# 2600 Lumme
2600 Lumme este un asteroid din centura principală, descoperit pe 9 noiembrie 1980 de Edward Bowell.